# سام باوم
سام باوم (انگلیسی: Sam Baum; ۴ مهٔ ۱۹۱۴ – ۱۹ ژوئن ۲۰۰۲) بازیکن فوتبال اهل بریتانیا بود.
از باشگاه‌هایی که در آن بازی کرده‌است می‌توان به باشگاه فوتبال دارون، باشگاه فوتبال بولتون واندررز، باشگاه فوتبال پورت ویل و باشگاه فوتبال ساوت شیلدز اشاره کرد.